# Biafamar Fabryka Maszyn Rolniczych
Biafamar Fabryka Maszyn Rolniczych – były producent maszyn rolniczych z siedzibą w Czarnej Białostockiej.

## Historia
20 października 1952 w Puszczy Knyszyńskiej została utworzona Fabryka Maszyn Rolniczych „Biafamar” – Wytwórnia Chemiczna nr 14 w Czarnej Wsi do produkcji o charakterze specjalnym. W 1956 roku fabryka zmieniła nazwę na Wytwórnię Wyrobów Precyzyjnych i rozpoczęła produkcję jednoosiowych rozrzutników obornika RT I oraz innych produktów drewnianych i metalowych, jak stolarka budowlana czy puszki narzędziowe do motocykli. W 1958 roku rozpoczęto produkcję domowych pralek elektrycznych, które po rozrzutniku stały się drugim podstawowym wyrobem.
Na początku lat 60., po zaprzestaniu produkcji pralek, zakład podjął się wytwarzaniem chłodziarki domowej „Szron”, a następnie lodówki „Szron Lux 125”. W latach 60. na bazie magazynów wybudowanych w latach 50. przy Wytwórni Wyrobów Precyzyjnych w Czarnej Białostockiej powstało Przedsiębiorstwo Handlu Sprzętem Rolniczym Agroma, której podstawową działalnością był import oraz dystrybucja w kraju ciągników i maszyn rolniczych wyprodukowanych w ZSRR. 26 marca 1973 nazwę przedsiębiorstwa zmieniono na „Agromet” Fabryka Maszyn Rolniczych w Czarnej Białostockiej, która specjalizowała się w produkcji maszyn dla rolnictwa: rozrzutniki, przyczepo-wywrotki i w kooperacji części do ciągników i innych maszyn rolniczych.
W czerwcu 1998 roku przedsiębiorstwo zostało przekształcone w spółkę akcyjną o nazwie: „Biafamar” Fabryka Maszyn Rolniczych. 15 grudnia 1999 roku Agencja Prywatyzacji sprzedała 80% akcji FMR Biafamar. 23 stycznia 2002 roku spółka ogłosiła upadłość.
22 maja 2003 roku, z inicjatywy Wiktora Gryki na bazie zakupionych cynkowni na terenach byłej Fabryki Maszyn Rolniczych “Biafamar” powstała spółka Cynkomet sp. z o.o., który przejęła tradycję produkcji maszyn rolniczych.